# TV Centro América Norte
TV Centro América Norte é uma emissora de televisão brasileira sediada em Sinop, cidade do estado do Mato Grosso. Opera nos canais 5 VHF e 31 UHF digital, e é afiliada à Rede Globo. A emissora faz parte da TV Centro América, rede de televisão componente da Rede Matogrossense de Televisão, e leva seu sinal para 32 municípios.

## História
A emissora foi fundada em 12 de fevereiro de 1994 por Ueze Zahran, tornando-se a segunda emissora da TV Centro América no interior do Mato Grosso. Até 8 de agosto de 2014, operou no canal 11 VHF, e a partir desta data, passou a operar no canal 5 VHF, com concessão de geradora.
Em 1º de abril de 2016, a emissora passou a se chamar TV Centro América Norte, e seu sinal, que até então era restrito a Sinop e áreas próximas, passou a abranger 32 cidades do norte do estado. Em 28 de abril, a emissora inaugurou sua nova sede, além de novos estúdios para seus telejornais locais.
Em 12 de fevereiro de 2019, a emissora estreou um novo telejornal local para o norte do estado, o Bom Dia Nortão.

## Sinal digital
| Canal virtual | Canal digital | Proporção de tela | Programação                                              |
| ------------- | ------------- | ----------------- | -------------------------------------------------------- |
| 5.1           | 31 UHF        | 1080i             | Programação principal da TV Centro América Norte / Globo |

A emissora iniciou suas transmissões digitais em caráter experimental no dia 15 de maio de 2014, através do canal 31 UHF. Em 8 de agosto, alterou seu canal virtual do 5.1 para o 11.1 por ocasião da mudança do seu canal analógico, e nesta mesma data, iniciou oficialmente suas transmissões digitais.

## Programas
Além de retransmitir a programação nacional da TV Globo e estadual da TV Centro América, atualmente a TV Centro América Norte produz e exibe os seguintes programas:
- Bom Dia Nortão: Telejornal, com Daiane Stela;
- MTTV 1.ª edição: Telejornal, com Alessandro Gomes

## Retransmissoras
- Alta Floresta - 4 VHF / 31 UHF digital
- Apiacás - 8 VHF
- Carlinda - 8 VHF
- Cláudia - 32 UHF digital
- Colíder - 3 VHF
- Feliz Natal - 10 VHF
- Guarantã do Norte - 10 VHF
- Ipiranga do Norte - 11 VHF
- Juara - 12 VHF
- Lucas do Rio Verde - 11 VHF / 31 UHF digital
- Marcelândia - 11 VHF
- Matupá - 9 VHF
- Nova Bandeirantes - 9 VHF
- Nova Monte Verde - 10 VHF
- Nova Mutum - 13 VHF / 36 UHF Digital
- Nova Ubiratã - 11 VHF
- Peixoto de Azevedo - 13 VHF / 31 UHF digital
- Sorriso - 7 VHF / 31 UHF digital
- Tapurah - 6 VHF
- Terra Nova do Norte - 10 VHF
- Vera - 9 VHF